# 俄罗斯私人和民间博物馆协会
俄罗斯私人和民间博物馆协会（至 2021 年 8 月 – 对话和经验交流的 常设平台）是一个自愿联合俄罗斯私人博物馆和博物馆专家的非营利组织，建立于 2018 年 。该协会代表博物馆界利益与行政机关联系 ，并作为私人博物馆事业范围内的公开对话和经验交流的常设平台。
自建立以来 ，阿列克谢·萨布罗夫 , 俄罗斯世界书法博物馆馆长 , 俄罗斯古斯里琴和中国古琴博物馆馆长 , 索科利尼基博物馆教育中心主席一直担任协会会长 。
协会旨在普及俄罗斯民族文化 ，保护文化密码和文化遗产，促进博物馆教育学和文化旅游 。协会致力于保留博物馆作为社会的重要组成部分 。

## 历史
私人博物馆区域联合协会于2018年正式注册 。
2020年 ，例次博物馆代表大会通过了协会宪章 , 由19家博物馆签署 。该协会包括俄罗斯85个地区的500多家博物馆。法人和个人都可以成为协会的成员。

## 活动
协会保护其成员集体利益和权利。工作方针主要包括 ：
- 创建信息集群并系统化关于私人机关收藏的文化价值的信息[7] ;
- 改善博物馆活动的规范法律框架[8] [9] [10] ；
- 组织并举办专业展览[11] [12] [13]和会议[14] [15] ；
- 发展地区旅游基础设施[16] ；
- 将新博物馆纳入博物馆路线。

作为在俄罗斯联邦文化部支持下 ，于2019年在莫斯科举办的“俄罗斯私人博物馆·俄罗斯天才”展览的结果 ， 协会出版了俄罗斯第一个俄英中三语版的私人博物馆目录 。超过500家博物馆根据专门业分为几种类型：民族志 , 军事历史 , 通史 , 美术 , 历史和日常 , 实用艺术 , 民族艺术 , 政治正值历史 , 自然科学  。目录每年出版一次更新版 。
2020年在博物馆暂时闭馆期间之后俄罗斯联邦文化部、俄罗斯博物馆联合会和民间博物馆协会创建了2021-2023年私人博物馆发展方案 。无论对于文化部或地方自治机关来说 ，总结文件都属建议性质 。协会代表由文化部副部长阿尔拉·玛妮洛娃主持召开了入选展品专家会议 。协会在私人博物馆登记为非营利组织时提供法律支持并帮助它融入联邦博物馆统一空间 。
2021年文化部和俄罗斯旅游联合会 , 俄罗斯旅游社协会合作发起了一项新项目“俄罗斯博物馆路线” ，俄罗斯私人博物馆也直接参与其中 。协会工作人员为了发现私人博物馆 ，评价其旅游吸引力以及把它们列入博物馆目录中进行了俄罗斯地区考察 。在志愿者支持下 ，协会制作介绍博物馆馆藏的短片视频 ，可以在协会YouTube频道公开获取它们 ,《俄罗斯私人博物馆》杂志每季度出版一次 ，展示俄罗斯人文景观的多样性 。

## 备注
1. ↑  .   [2021-08-30]. （原始内容存档于2021-08-28）.
2. ↑  . sokolniki.com.   [2021-07-03]. （原始内容存档于2021-02-26） （俄语）.
3. ↑  . Известия. 2020-06-01  [2021-07-12]. （原始内容存档于2021-07-11） （俄语）.
4. ↑  . www.museum.ru.   [2021-06-08]. （原始内容存档于2021-06-10）.
5. ↑  . Красногорские вести.   [2021-06-08]. （原始内容存档于2021-06-10）.
6. ↑  . culture.gov.ru.   [2021-07-03]. （原始内容存档于2021-07-09） （俄语）.
7. ↑  . www.culture.ru/.   [2021-07-03]. （原始内容存档于2021-07-09）.
8. ↑  . portal-kultura.ru.   [2021-06-08]. （原始内容存档于2021-06-10） （俄语）.
9. ↑  . www.radiorus.ru.   [2021-06-08]. （原始内容存档于2021-06-10）.
10. ↑  Сергей Уваров. . Известия. 2020-07-16  [2021-06-10]. （原始内容存档于2021-06-10） （俄语）.
11. ↑  . www.mk.ru.   [2021-06-08]. （原始内容存档于2021-06-10） （俄语）.
12. ↑  . ТАСС.   [2021-06-20]. （原始内容存档于2021-06-24）.
13. ↑  . www.mgomz.ru/.   [2021-07-02]. （原始内容存档于2021-07-11） （俄语）.
14. ↑  . Международный мультимедийный пресс-центр МИА «Россия сегодня». 2020-09-24  [2021-06-08]. （原始内容存档于2021-06-10）.
15. ↑  Екатерина Запара. . Известия. 2019-09-05  [2021-06-08]. （原始内容存档于2021-06-10） （俄语）.
16. ↑  . РИА Новости. 20200602T1157  [2021-06-08]. （原始内容存档于2021-06-10） （俄语）.
17. ↑  . culture.gov.ru.   [2021-07-03]. （原始内容存档于2021-07-11） （俄语）.
18. ↑  Шехватова Е. В. . cyberleninka.ru.   [2021-07-05]. （原始内容存档于2021-07-09） （俄语）.
19. ↑  Шехватова Е. В. . cyberleninka.ru.   [2021-07-05]. （原始内容存档于2021-07-09） （俄语）.
20. ↑  Сергей Уваров. . Известия. 2020-05-28  [2021-06-10]. （原始内容存档于2021-06-10） （俄语）.
21. ↑  . ТАСС.   [2021-06-20]. （原始内容存档于2021-06-24）.
22. ↑  . ТАСС.   [2021-07-05]. （原始内容存档于2021-07-09）.
23. ↑  . www.youtube.com.   [2021-08-30]. （原始内容存档于2021-09-02）.